# 安全控制
安全控制（Security controls）是人們为避免计算机系统或其他资产出現保安风险而采取的保障措施或对策。在信息安全领域，此類控制措施可保持信息的保密性、完整性和可用性。
安全控制的系統可以指安全框架或是相關標準。框架可以讓組織可以針對于不同的資產進行安全控制，且維持其完整性。

## 外部連結
- NIST SP 800-53 Revision 4 （页面存档备份，存于）
- DoD Instruction 8500.2
- FISMApedia Terms （页面存档备份，存于）